# Leptolalax firthi
Espèce
Leptolalax firthi est une espèce d'amphibiens de la famille des Megophryidae.

## Répartition
Cette espèce est endémique du Viêt Nam. Elle se rencontre entre 860 et 1 720 m d'altitude dans les provinces de Quảng Nam et de Kon Tum.

## Étymologie
Cette espèce est nommée en l'honneur de Denys Firth.

## Publication originale
- Rowley, Hoang, Dau, Le & Cao, 2012 : A new species of Leptolalax (Anura: Megophryidae) from central Vietnam. Zootaxa, no 3321, p. 56-68.